# 橫瀾島
橫瀾島（英語：Waglan Island，或作橫欄島）是位於蒲台群島最東端的一個島嶼，位處香港的東南端，行政上屬於香港離島區，與中國珠海市管轄的擔桿島隔海相望。一說橫瀾的意思是「橫障波瀾」。
島上設有橫瀾燈塔及香港天文台的氣象監測站。由於瀕臨西太平洋和南海北部，該處的風勢明顯較市區強烈，而風浪也較大。橫瀾島分為兩部分島嶼，並不相連，南島正南面是橫瀾頭，西面是橫瀾排，西北偏北是碼頭，東面有一直升機坪；兩島中間位置是橫瀾門；北島正北面（橫瀾尾）有穿鼻岩，北島南面兩角分別為門頭上角及門頭下角。

## 交通

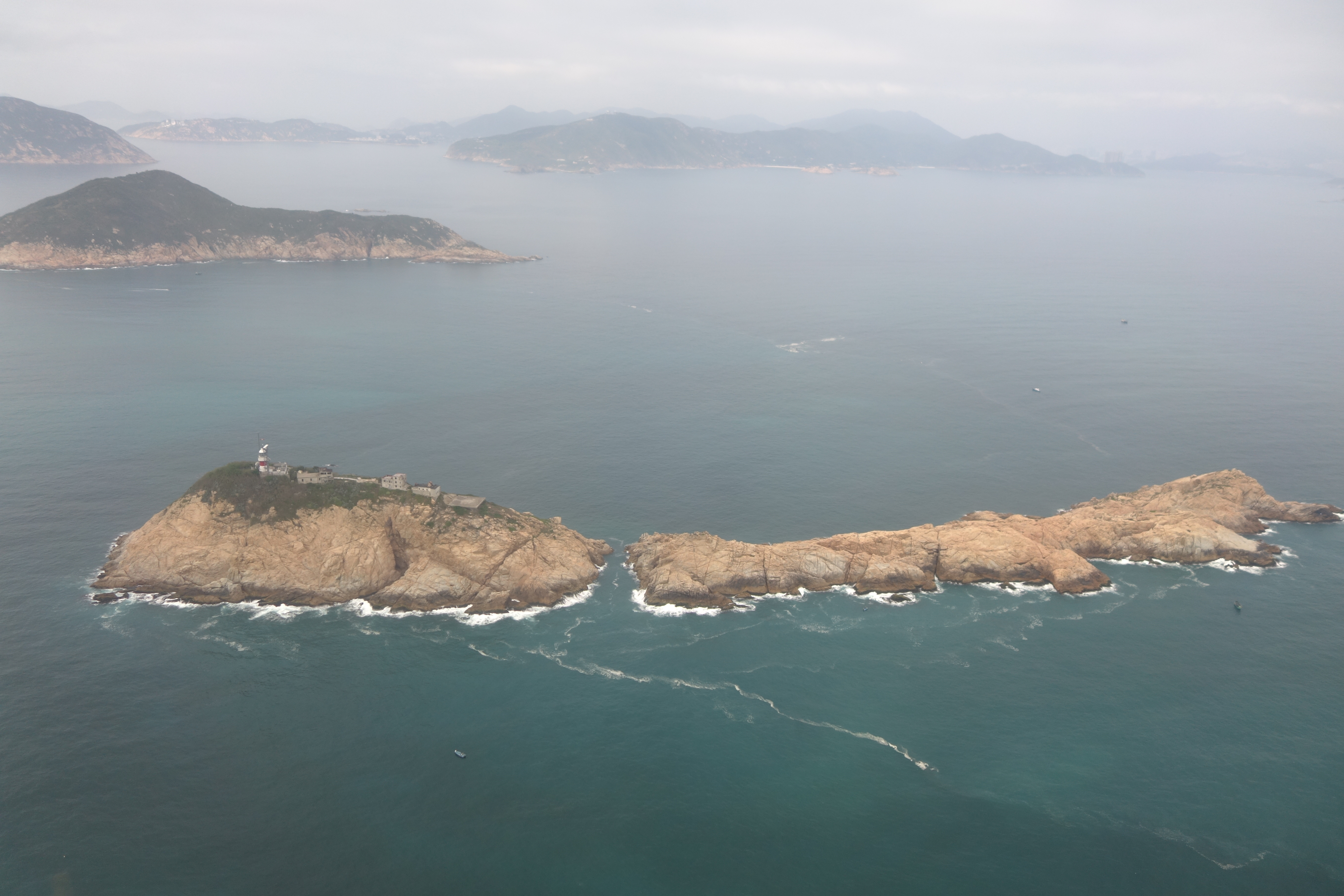
橫瀾島及其戰前建成的燈塔，已列法定古蹟

目前並沒有前往該島的公眾渡輪服務。據第548F章 《商船(本地船隻)(一般)規例》 ── 第14條 禁止進入限制區域，如無海事處長許可，本地船隻不得進入橫瀾島低潮標100米以內的範圍。

## 歷史
《展拓香港界址專條》起，此島歸香港政府所轄。早於1891年10月，香港政府已計劃在橫瀾島上興建燈塔，以便船隻進港。此島附近海域偶爾會有擱淺意外。1901年3月2日，署理港務官Basil Taylor由海關（「大英香港海關監督署」））署長Brenau及工務司長Tooker陪同前往橫瀾島，代表港府由清海關手中接管該島，包括燈塔。

### 二戰前
建於1878年的木製海軍測量船海上女巫號 (HMS Waterwitch)在1906至1907年間，把大規模測量擴展至橫瀾島，並進行詳細的三角測量。
1920年代，海上治安偶而不靖。1928年1月25日，一艘24日由汕尾啟航、運送豬、雞、菜等來港的中式帆船，載有8名船員及28名乘客，駛至橫瀾島以南海域時突有一船駛近，該船五人持械並向帆船開火，船長被逼交出控制，四名海盜登帆船後駛往大廟灣，其後有兩艇駛近運走貨物，部分乘客錢財及衣物也被劫走。有海盜將部分贓物運往筲箕灣出售，並且被捕。四名被告不認罪。首被告持械並在第二及第三被告掠劫時把風，第四被告則被控協助及教唆劫匪，但他求情指是逼不得已。2月22日晨，首席按察司Henry Gollan在陪審團無須退庭下一致通過首三名被告罪名成立被判囚七年，第四人判罪名不成立，並予釋放。
1929年1月11日，中國招商局新華輪由上海出發，停泊汕頭後準備駛往香港。1月16日零時過後到達香港境內，於3時40分駛至橫瀾島附近，輪船疑因風高浪急及二副掌舵受黑夜視野模糊影響，導致偏離航綫而不幸觸礁沉沒，釀成約400人死亡的慘劇，只有27人獲救生還。
1929年12月，福海公司旗下來往香港和汕尾的蒸汽船利昌號意外沉沒，導致船上僅得兩名船員生還。這艘客貨船總重800噸，淨重163噸，約130呎長。
利昌號21日早上7時離開汕尾，當晚遇上風暴，風高浪急，淨重160噸的船載有250人（包括40名船員、4名印籍防海盜的守衛及不少婦孺），入水沉沒。兩名船員抓住木筏，天氣甚凍，五旬船長梁蘇（譯音）亦在海中死去，這名船員嘗試扶住船長的身體但慢慢自己的身體也凍硬了，突然的巨浪捲走了船長的屍體，沉到海底去。另一船員與水手長同一竹筏，但水手長難敵寒冷而死，這船員於另一海域被漁船救起。
兩名船員卻未能指出沉船位置，船政司有嘗試找尋但不果。。24日有漁夫在橫瀾島找到屍體，警方在晚上派船運回香港
踏入1930年代末期，日軍已佔據中國若干領土，於港海也有動靜。1939年5月24日，英國公司旗下一艘由新加坡來港、載有二百多人的私營輪船上午8時駛到橫瀾島以南約4英里之海面，離英界約一英里，往鯉魚門海峽前進時，突被日本驅逐艦截留檢查，有長官三人及水兵一人登船，歷時半小時。香港海軍接報後派出英艦女爵號及一驅逐艦前往現場，提出抗議後方獲放行。英國駐華艦隊總司令諾貝爾上將曾就此事向日軍一名姓近藤的海軍司令（或是近藤信竹）親自抗議。同年10月中，香港註冊貨船抵橫瀾島及擔桿山之間時，被日艦發現並以機艙掃射，船主及兩船伴泅水幸獲另一船救起。

### 二戰後
戰後，英方重新接管香港，亦包括橫瀾島。1947年8月16日，當局於橫瀾島上設置報訊台，在天氣惡劣時指導一切來港之飛機及輪船安全航行用。泛美航空公司派出兩名技術人員，借予政府電訊部，安裝此台。計劃是因研究菲律賓航空在筆架山飛機失事之委員會提供。約兩年後，此台建成（命名為香港無線電訊號站）並公布使用辦法。
1950年7月26日晨11時，皇家空軍一架噴火式機於橫瀾島以北2英里處墮海失事。該機10時於啟德機場出發進行日常沿海巡邏，疑為機器故障所致。一如英軍慣常做法，未告知家屬前不予公布該英籍機師，唯之後數天報章均未刊載此事及公布姓名。
1950年11月28日晨5時，橫瀾島以南3英里海面有一菲律賓躉船鐵波龍輪，遇風沉沒，兩人失蹤。該輪拖帶躉船L460號及L452號來港，但到上址時遇大風。L460號斷纜傾覆，不久告沉，兩名船員落海。鐵波龍輪邊向香港發求救訊號，邊放下救生艇搜索落難船員，但因風浪太大，被風吹至南丫島以北，故仍沒尋獲兩名船員。L452號的鐵纜幸得太古公司馳援之大拖船協助鐵波龍輪運載L452輪來港，鐵波龍輪終於晚上7時15分到九龍灣。
1977年9月2日早上8時38分，環子午線航空KK3751號班機（機身編號G-ATZH）滿載著成衣及鞋履，於啟德機場13跑道起飛，但其四號引擎在起飛後不久隨即發生故障失效。雖然支援系統啟動，但引擎起火，火勢並開始蔓延。最後飛機終於失控，墜毀在橫瀾島東北偏東五公里處的海域上，這時離飛機起飛只有8分鐘。機上四名機員，一人死亡，其餘三人失蹤。
2021年5月，橫瀾島南部（橫瀾排）開始為期8個月的碼頭重建工程。
2021年6月3日，香港水下考古總會舉辦記者會，公佈於上月在橫瀾島對開海域發現沉沒近百年的新華輪客船殘骸，惟因能見度差而將於冬季再進行全面勘探。

#### 天文台氣象站
1952年，皇家香港天文台在橫瀾島上建設氣象站，由天文台職員當值，在日間每小時觀測及記錄橫瀾島的天氣資料。1964年，天氣觀測工作改由海事處職員執行。1989年，天文台在島上安裝了自動氣象站，24小時不間斷地進行天氣觀測，並將氣象數據即時傳回天文台總部供天氣預報中心應用。天文台亦將橫瀾島的風向、風速及能見度資料透過電台廣播華南海域天氣報告，提供給沿海作業的漁民。2007年7月，天文台再加裝全新的能見度儀表、網絡攝影機和備用自動氣象站，使島上即使有一套氣象站損壞，人員未及赴島維修時，仍能為總部提供數據。

## 氣候
| 橫瀾島 (1990-2025)  | 橫瀾島 (1990-2025) | 橫瀾島 (1990-2025) | 橫瀾島 (1990-2025) | 橫瀾島 (1990-2025) | 橫瀾島 (1990-2025) | 橫瀾島 (1990-2025) | 橫瀾島 (1990-2025) | 橫瀾島 (1990-2025) | 橫瀾島 (1990-2025) | 橫瀾島 (1990-2025) | 橫瀾島 (1990-2025) | 橫瀾島 (1990-2025) | 橫瀾島 (1990-2025) |
| 月份                | 1月                | 2月                | 3月                | 4月                | 5月                | 6月                | 7月                | 8月                | 9月                | 10月               | 11月               | 12月               | 全年               |
| ------------------- | ------------------ | ------------------ | ------------------ | ------------------ | ------------------ | ------------------ | ------------------ | ------------------ | ------------------ | ------------------ | ------------------ | ------------------ | ------------------ |
| 历史最高温 °C（°F） | 28.5 (83.3)        | 28.8 (83.8)        | 33.0 (91.4)        | 33.4 (92.1)        | 38.1 (100.6)       | 38.4 (101.1)       | 38.6 (101.5)       | 38.2 (100.8)       | 36.9 (98.4)        | 37.9 (100.2)       | 35.0 (95.0)        | 29.9 (85.8)        | 38.6 (101.5)       |
| 平均高温 °C（°F）   | 18.4 (65.1)        | 18.8 (65.8)        | 21.8 (71.2)        | 24.9 (76.8)        | 28.4 (83.1)        | 30.5 (86.9)        | 31.5 (88.7)        | 31.3 (88.3)        | 30.8 (87.4)        | 28.2 (82.8)        | 24.6 (76.3)        | 20.3 (68.5)        | 25.7 (78.3)        |
| 日均气温 °C（°F）   | 15.8 (60.4)        | 16.1 (61.0)        | 18.4 (65.1)        | 22.0 (71.6)        | 25.5 (77.9)        | 27.6 (81.7)        | 28.2 (82.8)        | 28.0 (82.4)        | 27.4 (81.3)        | 25.1 (77.2)        | 21.5 (70.7)        | 17.6 (63.7)        | 22.8 (73.0)        |
| 平均低温 °C（°F）   | 14.0 (57.2)        | 14.6 (58.3)        | 16.7 (62.1)        | 20.2 (68.4)        | 23.8 (74.8)        | 25.7 (78.3)        | 26.0 (78.8)        | 25.8 (78.4)        | 24.9 (76.8)        | 23.4 (74.1)        | 19.8 (67.6)        | 15.8 (60.4)        | 20.4 (68.7)        |
| 历史最低温 °C（°F） | 3.4 (38.1)         | 6.0 (42.8)         | 7.8 (46.0)         | 10.2 (50.4)        | 17.4 (63.3)        | 20.2 (68.4)        | 21.5 (70.7)        | 21.7 (71.1)        | 18.7 (65.7)        | 16.1 (61.0)        | 9.8 (49.6)         | 4.4 (39.9)         | 3.4 (38.1)         |
| 来源：香港天文台    |                    |                    |                    |                    |                    |                    |                    |                    |                    |                    |                    |                    |                    |

## 外部連結
- 橫瀾島地圖 （页面存档备份，存于）
- 香港天文台網站 （页面存档备份，存于）
- Google Maps内從上空瞰橫瀾島
- YouTube上的橫瀾島影片介紹 氣象冷知識 由香港天文台攝製（粵語）